# Abipón

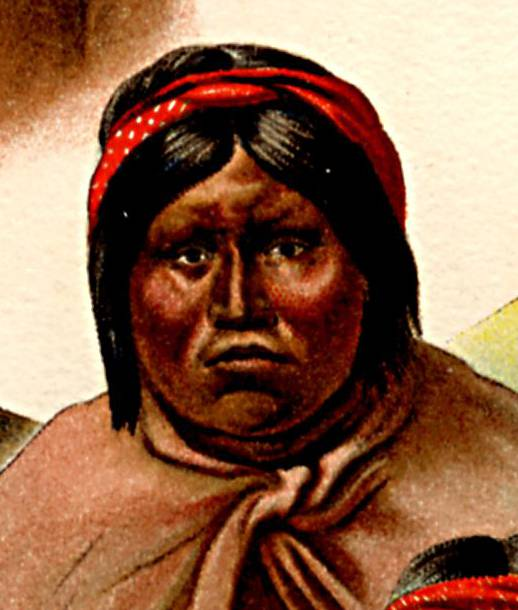
Abiponer aus Meyers Großes Konversations-Lexikon, 1905

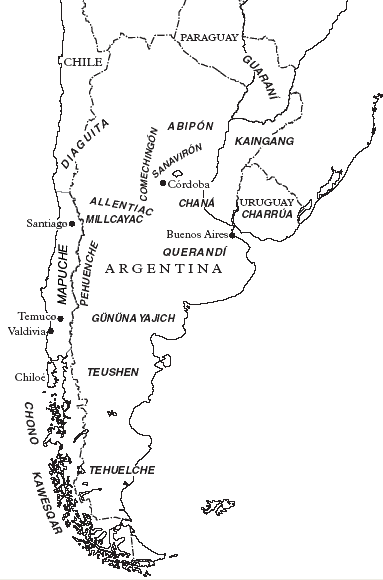
Verbreitungsgebiet der Abipón

Die Abipón oder Abiponen waren ein indigenes Volk Südamerikas, das am Unterlauf des Río Bermejo im argentinischen Teil des Gran Chaco lebte. Ihre Sprache Callaga gehört zur Guaycurú-Gruppe der Mataco-Guaicurú-Sprachen. Die Abipón waren in drei Dialektgruppen unterteilt: die Nakaigetergehè („Waldvolk“), die Riikahè („Volk des offenen Geländes“) und die Yaaukanigá („Wasservolk“). Um 1750 wurde ihre Bevölkerungszahl auf 5.000 geschätzt. In der zweiten Hälfte des 19. Jahrhunderts galt das Volk als ausgestorben.

## Lebensweise
Halbnomadische Gruppen der Abipón lebten hauptsächlich als Jäger und Sammler und betrieben zu einem gewissen Grad Landwirtschaft. Die Einführung des Pferdes veränderte die soziale Lebensweise im Chaco grundlegend. Die Landwirtschaft wurde praktisch aufgegeben, halbwilde Tierarten wie Rinder, Nandu, Guanako, Hirsche und Pekari wurden fortan zu Pferd gejagt. Reiter der Abipón überfielen auch spanische Bauernhöfe und bedrohten gar Städte wie Asunción und Corrientes.

## Auslöschung
Um 1750 siedelten Jesuiten die Abipón in Missionen an, aus denen später die Städte Reconquista und Resistencia entstanden. Die Jagdgebiete der Abipón wurden im 19. Jahrhundert durch militärische Befriedungskampagnen der Weißen eingeschränkt. Viele Indianer wurden ermordet, der Rest ging in der übrigen Bevölkerung auf.